# 조조지
조조지(일본어: 増上寺)는 도쿄도 미나토구, 시바 공원 4초메(4번지)에 있는 정토종 사찰이다.

## 도쿠가와가 영묘
|                                                                                                   |
| 조조지 전경 및 증상사 우측에 도쿠가와가 영묘(조조지 부)가 있으며 가운데 뒷편에 도쿄타워가 보인다. |

## 같이 보기
- 도쿠가와가 영묘
- 2019년 나루히토의 즉위와 관련하여 영국의 엘리자베스 2세의 대리로 일본을 방문한 웨일스 공 찰스는 조조지를 방문하였다.[1]